# 833 Monica
Monica è un asteroide della fascia principale. Scoperto nel 1916, presenta un'orbita caratterizzata da un semiasse maggiore pari a 3,0072715 UA e da un'eccentricità di 0,1240657, inclinata di 9,79514° rispetto all'eclittica.
Stanti i suoi parametri orbitali, è considerato un membro della famiglia Eos di asteroidi.
L'origine del suo nome è sconosciuta.